# Jazz Station
Jazz Station is een expositieruimte en jazzclub in Sint-Joost-ten-Node in het Brussels Hoofdstedelijk Gewest. Het heeft een jazzarchief en organiseert wekelijks concerten.
Het is gevestigd in voormalige Station Leuvensesteenweg en werd officieel geopend op 30 september 2005. Het is een initiatief van Jean Demannez, jazzdrummer en van 1999 tot 2012 burgemeester van Sint-Joost-ten-Node. De opening werd voltrokken door de burgemeester.
In het museum zijn allerlei jazzgerelateerde stukken te zien, zoals platen, foto's, posters, tijdschriften, artikelen, enz. Een deel van de collectie is afkomstig van de jazzhistoricus Robert Pernet en jazzpublicist Marc Danval, die beide ook jazzmusicus zijn. Verder werd Les Lundis d'Hortense erbij betrokken.  Deze vereniging van Belgische jazzmusici organiseert er wekelijks een concert.
Naast de vaste collectie worden er regelmatig tijdelijke exposities getoond. Daarnaast beheert het een archief en dient het als ontmoetingsplek voor jazzmusici. Aan jongeren wordt de mogelijkheid geboden muziek te componeren die vervolgens door een eigen bigband wordt opgevoerd. Dit ensemble wordt geleid door Michel Parré.